# Елева (Висконсин)
Елева (енгл. Eleva) град је у америчкој савезној држави Висконсин.

## Демографија
По попису из 2010. године број становника је 670, што је 35 (5,5%) становника више него 2000. године.
| Група             | 2000.       | 2010.       |
| Белци             | 625 (98,4%) | 655 (97,8%) |
| Афроамериканци    | 1 (0,2%)    | 0 (0,0%)    |
| Азијати           | 1 (0,2%)    | 2 (0,3%)    |
| Хиспаноамериканци | 0 (0,0%)    | 9 (1,3%)    |
| Укупно            | 635         | 670         |